# Vidal Mayor

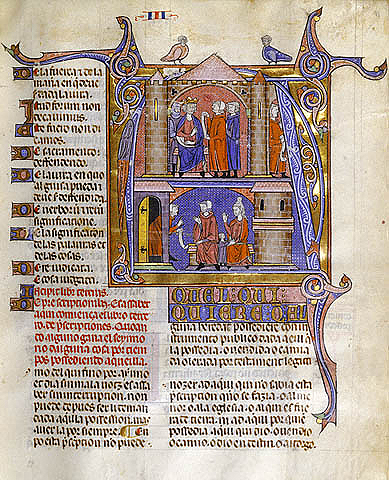
Vidal mayor, III, 2 (fol. 97). Manuscrit del, primera compilació dels Furs d'Aragó

El Vidal mayor, també conegut pels noms de Compilatio maior o In excelsis Dei thesauris, és la primera compilació dels Furs d'Aragó. Va ser redactada pel bisbe d'Osca Vidal de Canyelles entre 1247 i 1252 per manament del rei Jaume I d'Aragó i és escrita en aragonès. La versió prèvia i menor escrita en llatí fou la Compilatio minor. La Compilatio maior és coneguda amb el nom de Vidal mayor en honor del bisbe Vidal de Canyelles.

## La primera compilació dels Furs d'Aragó
El bisbe d'Osca Vidal de Canyelles va rebre l'encàrrec de redactar aquest Fur General el 1247, seguint les deliberacions consensuades en les Corts d'Osca per part del rei Jaume I d'Aragó. La intenció del rei era aplicar aquests Furs en tot el Regne d'Aragó, incloent-hi el Sobrarbe, la Ribagorça, la Vall d'Aran i algunes comarques castellonenques en substitució d'anteriors furs particulars, que tenien la seva base en el Fur de Jaca, i que haurien de ser derogats després de la compilació que suposava el Vidal mayor.
El bisbe d'Osca Vidal de Canyelles, conseller reial i expert jurista, va redactar una primera versió en llatí, que es coneix com a Compilatio minor, en la qual es va limitar a ordenar per matèries els preceptes consensuats en les Corts d'Osca, sistematitzant-los sota títols adequats a la manera del Digesta que marcava la tradició del Corpus Iuris Civilis.

## El Vidal Mayor
Una reelaboració ampliada posterior en aragonès (l'única que se'ns ha conservat), coneguda pel seu epígraf In excelsis Dei thesauris suposaria la culminació de l'obra jurídica, afegint glosses i comentaris, que va pretendre fixar definitivament el fur per al Regne d'Aragó i es va divulgar amb el nom de Vidal Mayor. La nova redacció va anar més enllà de la simple compilació de furs, ja que s'hi van afegir precisions tècniques dirigides als lletrats experts en el Dret aragonès (foristas) i en l'administració de justícia.
No s'ha esclarit si el Vidal mayor va arribar a ser sancionat i promulgat el rei Jaume I. Pel que sembla, va ser voluntat del rei promulgar-lo però va topar amb l'oposició de l'Extremadura aragonesa, on es conservà el seu dret local fins al 1598. Tot això va impedir l'aplicació exhaustiva del fur per a tot el regne. En algunes zones es van atorgar furs seguint el Fur de Terol amb posterioritat a la promulgació de les dues compilacions, tant la Compilatio minor com la Compilatio maior. Ja entrat el segle xiv, tan sols la Compilatio minor fou considerada llei aragonesa, de manera que la Compilatio maior va passar a ser considerat com el seu comentari més prestigiós.

## El còdex

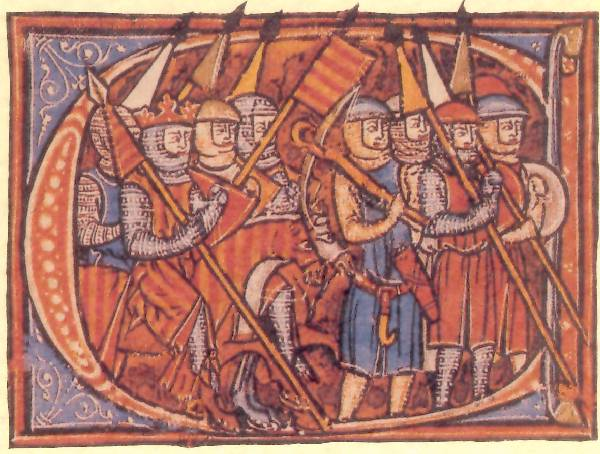
Caplletra del Vidal Mayor. S'hi detalla la Senyera Reial amb els pals en horitzontal (barres)

El text en aragonès se'ns ha transmès en un manuscrit del segle xiii il·luminat per 156 miniatures en pergamí de fulls de 245 x 375 mm que es troba al Museu de la Fundació Paul Getty.
Entre les inicials miniades que il·lustren el text cal destacar que en tres d'elles (que corresponen als títols II, 9; VII, 28 i VIII, 28 apareixen senyeres reials de la Corona d'Aragó amb els pals tombats en horitzontal, en el que suposa la primera representació de la qual es té constància del senyal reial en posició horitzontal.
El còdex restà en possessió de la família dels descendents del jurista i alcalde de Saragossa Luís Franco y López fins que el 1906 fou venut. El còdex passà aleshores per diverses col·leccions privades del Regne Unit i després dels Estats Units. El còdex va ser estudiat per Gunnar Tilander que, després de laborioses indagacions empreses el 1933, va localitzar l'exemplar que es creia perdut i el va editar en tres volums amb comentaris a Suècia (Lund, 1956). El 1983 sortí a subhasta pública sent comprat per la Fundació Paul Getty per un preu ínfim: 23 milions de pessetes. La fundació el traslladà a la seu de Malibu (Califòrnia) i posteriorment a Los Angeles. Ha estat donat en préstec per a exposicions temporals en molt poques ocasions.

## Edicions
- CANELLAS, Vidal de, Vidal Mayor edición, introducción y notas al manuscrito: María de los Desamparados Cabanes Pecour, Asunción Blasco Martínez, Pilar Pueyo Colomina, Zaragoza, Libros Certeza, 1997. ISBN 8488269137.
- CANELLAS, Vidal de, Vidal Mayor. Versión romanceada en aragonés del códice "In Excelsis Dei Thesauris". Siglo XIII. Códice del The J. Paul Getty Museum de Malibú (California, USA). Edición facsimilar, coord. científica de Agustín Ubieto Arteta, Diputación Provincial de Huesca-Instituto de Estudios Altoaragoneses, Huesca, 1989. ISBN 84-86856-18-3.
- TILANDER, Gunnar (introducció, vocabulari i edició crítica): «Vidal Mayor». Traducción aragonesa de l'obra "In excelsis Dei thesauris" de Vidal de Canellas. 3 tomos: I Introducción y miniaturas, II texto y III Vocabulario. LHMA, Lund, 1956.
- —, Los Fueros de Aragón. Según el ms. 458 de la Biblioteca Nacional de Madrid. LHMA, Lund, 1937.